# هاي تزا
وُلد هاي تزا واسمه الأصلي «تجا هاي نان» في مقاطعة آن خوي مدينة خواي نينغ، مركز جاو خا، قرية تشا خان. قضى معظم طفولته في القرية، ودرس الحقوق بجامعة بكين، التي التحقها عن عمر يناهز ال خمسة عشر عام، وذلك عام 1979، بعد تخرجه من الجامعة عام 1983 عمل بالتدريس في جامعة الصين للعلوم السياسية والقانون. على الرغم من حياته البسيطة، إلا أنه تمكن من كتابة الكثير من القصائد الشعرية. لكن الذي نٌشر من أعملاه يعتبر جزء صغير، والجزء الأكبر منها نُشر بعد وفاته. أولى اهتمامه في الفترة الأخيرة منطقة التبت ذاتية الحكم وتشي كونغ.
تُوفى منتحراً في السادس والعشرين من شهر مارس عام 1989 بمقاطعة خبي بممر شان هاي عن عمر يناهز الخمسة وعشرين عام.
كان حاملاً معه الأربعة كتب الآتية: الكتاب المقدس، وكتاب والدينبوند ل هنري ديفد ثورو، وكتابي ثور هايردال
《孤筏重洋》 و《康拉德小说选》.
القصائد الشعرية
بدأ في كتابة القصائد الشعرية عام 1982، وحصل على الجائزة الكبرى في الدورة الأولى ن مهرجان فنون أدب الرابع من مايو بجامعة بكين، وحصل عى الجائزة التقديرية في الدورة الثالثة من مهرجان أدب شهر أكتوبر. كُتب إسمه لأول مرة على كتابي «يا تجو دونغ»، و«آه أر تاي يانغ» وذلك عام 1984. في بداية حياته الشعرية تأثر بالشعرالغامض الذي اتقنه جيداً الشاعر المعاصر جيانغ خا، وتأثر بعمق بالشاعر يانغ ليان، شكل هاي تزا أحد أهم الاتجاهات الشعرية والمُسماه ب الشعر التاريخي، على الرغم من اختلاف وجهات النظر والتعليقات جول قصائده الشعرية الطويلة، إلا أن الخلفية الثقافية لأشعاره، وقدرته على استخدام اللغة الحية في التعبير، والتركيب الفني العميق، يَنُمَوا عن موهبة واضحة. إن شرح وتفسير تلك الأعمال الأدبية العظيمة، جعلت من الشاعر المُعاصر هاي تزا علامة بارزة من علامات الشعر الرومانسي. رحب القراء كثيراً ب شعرهاي تزا الغنائي. كتب على مدرا حياته أكثر من مئتي قصيدة شعر قصيرة. وانتشر الشعر الغنائي على نطاق واسع. الأمر الأكثر دهشة، هو تجربة حياة هاي تزا والهوس بحب الطبيعة كالشمس والنهر والأعشاب والأرض والتاريخ أيضاً. تنُم أشعاره عن شخصية مرحة مُحبة للحياة، وعميقة وغامضة في تفكيرها.
نجد ايضاً في أشعاره، غعجابه بفكرة الحب، وألمه على علاقات حبه السابقة. بداية من عام 1933، عقدت جامعة بكين، ندوة شعرية تخليداً لذكرى الشاعر «هاي تزا»، وما إن وصلنا لعام 2013، حتى عرف الجميع كافة قصائده الشعرية، وخصوصاً قصيدته «أواجه البحار والزهور تتفح في الربيع»، والتي انتشرت على نحو واسع جداً، وهي في نفس الوقت أكثر من قصائده قصيدة اُسيء فهمها. أدرجت هذه القصيدة في الكتب المدرسية الصينية. بالإضافة إلى القصائد الحديثة. كتب هاي تزا تسع قصيدة «هان باي» عام 1987. لم يكن مُقيد بعدد معين من الأسطر أو الحروف، فهو أحد كتاب الجمل الحرة، وهي الجمل الغير مُقيدة بعدد معين من الكلمات. ويتمثل ذلك في قصيدته الشعرية السابعة«صوت صفير الهواء» والتي يقول فيها«المياه الضخمة من كثرتها كأنها صعدت إلى السماء، وتخطت الأبواب والنوافذ السحرية المغلقة بقرية الأوز».
أهم أعماله الشعرية
مجموعاته شعرية تتمقل في «المحطة الصغيرة، النهر الجاري، أثار اقدامي».
نُشرت كافة مجموعاته الشعرية عام 2009 بدار نشر بمقاطعة سي تشوان.
قصائده الشعرية الطويلة
الأسطورة
النهر الجاري
الشمس، هي إحدى قصائد هاي تزا الشعرية الطويلة غير المكتملة. عدلت دار نشر سي تشوان إحدى قصائده والمُسماه ب «أجزاء الشمس السبعة» ونُشرت في الكتاب المُجمع به كافة قصائده الشعرية.
القصائد الدرامية:
«الشمس، والجزء الذي يحكي عن النهايات الحزينة»
«الشمس، والجزء الذي يحكي عن الأرض»
، «الشمس، وقصائد الشعر الدرامية»
«الشمس، ومي سايا»
«الشمس، وجريمة قتل،» لكن الماء، الماءتلك القصيدة الدرامية يتكون أول جزء منها من ثلاثة فصول. عدلت دار نشر سي تشوان إحدى قصائده والمُسماه ب «أجزاء الشمس السبعة» ونُشرت في الكتاب المُجمع به كافة قصائده الشعرية.
الروايات والقصص العجيبة:
أيتها الشمس، أنتِ ابنة لوالدين"، " أيتها الشمس، أنتِ ابنة لوالدين"، " أيتها الشمس، أنتِ ابنة لوالدين" هي رواية من روايات هاي تزا المتوسطة. كان هاي تزا ينوي أن يكتب ثلاثة أجزاء، لكنه في نهاية المطاف كتب جزء واحد فقط.
تتكون الأسطورة من ستة أجزاء هم: «القارب الخشبي، السلحفاة الدكر، الحب الأول، الديك، الولادة، الجنوب».
انتحاره
مات عن عمر يناهز ال 25 عام بمقاطعة خا باي ممر شنغهاي مُنتحراً تحت فرامل السيارة. قبل يوم أو يومين من انتحاره، كتب في مذاكرتاه سبب الانتحار، فكان كالتالي: في اعتقادي أن تشانغ يوان من الأكاديمية المركزية للعلوم السياسية والقانون وصن جون، الموجود في ووهان، هم من تسببوا في قتلي، لكن الأسباب المباشرة لقتله فهي مرتبطة باصابته بمرض الانفصام في الشخصية، وممارسته ل تشي كونغ.
مذكراته
أنا في أكمل درجات وعي الليلة، وأقول لكم أن أذني تُهلوس بسماع صوت تشانغ يوان، وصن جون، حيث يرن طنين أصواتهم في اُذني، لقد جعلوني يوم الخميس الماضي افقد وعي، وقموا بفتح عيني وأذني، وتسببوا في مرضي ب الانفصام، أخبرني أحد أصدقائي
أنه يشعربمثل ما أشعر به. إنهم يريدوا إصابتي بمرض انفصام الشخصية أو الانتحار. الليلة، وصلتُ من الهلوسة إلى ذروتها. لذا أي موت مفاجئ أو انفصام في الشخصية أو انتحار يحدث لي فسوف تكون مسئوليتهم.
هناك شيء آخر أريد أن اتطرق له وأجذب انتباه الجميع له، ألا وهو، أنهم هددوني بمنتهى الوضوح هذه الليلة، أن قلتي له علاقة وثيقة بهم، فصوتهم يتردد صداه في أذني بقدرٍ كبيرٍ. أنا الآن في قمة وعي وتركيزي.
أبي، أمي، أخي الصغير، إذا أٌصيبتُ بانفصام الشخصية، أو تُوفيت فجأة، أوانتحرت، فعليكم أن تذهبوا إلى تشانغ يوان الموجود في
معهد العلوم السياسية وإدارة القانون للأخذ بالثأر، لكن قبل أن تذهبوا يجب عليكم أولاً أن تتعلموا ال تشي جونغ
أخي إي خا، لقد جٌرحتُ وقٌتلت على يد العميل الخائن الشرير عديم القيمة تشانغ يوان .
لقد ضغط على أعصابي بشدة، وألقى بي في صندوق خشبي، لكن المرء يعيش مرة واحدة فقط، لا أعرف كيف طلبَ المساعدة في إنجاز هذا الأمر. لقد استلفت بعض المال من أخي، لكن لن تتسني لي فرصة إلاجاع الاموال له مرة أخرة.
مدير المدرسة: منذ يوم الخميس الماضي، وأسلوبي متغير بعض الشيء، ويعزي هذا لسبب السفيق الوغد الشرير تشانغ يوان. الذي قام بالتعاون مع تسون جا، في فتح قلبي وأذني. وظل طنين صوتهم يرن في أذني حتى يصلوا إلى هدفهم. ا أي موت مفاجئ أو انفصام في الشخصية أو انتحار يحدث لي فسوف تكون مسئوليتهم. تشانغ يوان الموجود في المعهد المركزي العلوم السياسية وإدارة القانون.
تسون جا القابع في ووهان .
الأوراق المكتوبة بخط يد تشانغ يوان
بعد ما فُقد أثر هاي تزا، فتشوا في أوراق تشانغ يوان، وجدوا هذه الأوراق المكتوبة بخط يده.
كافة الأقسام ذات الصلة بالشاعر هاي تزا...
كانت علاقتي وثيقة ب هاي تزا، كان من أقرب الأصدقاء إلى قلبي، فقد كان شخص طيب القلب، رومانسي، لا يُلق بالاً للكثير من الأشياء.
فتفكيره برئ، يعش حياته بدون قلق، ينظر للأشياء من منظور بسيط. هذا هو انطباعي عنه. عندما كان في الغرب، كنا نقطن نفس المسكن، كان هو في الطابق الثالث، وكنت أنا في الطابق السادس، شاركنا في التعمق في دراسة هندسة نظام سيادة القانون . أما بالنسبة لآراؤه في الأديان، فكان يعشق ثقافة منطقة التبت ذاتية الحكم، ويحب ل تشي
جونغ كثيراً.
فكان بيننا لغة حوار مشتركة، حيث كنا بستعير كتب بعضنا البعض، ونُشاهد الأفلام ونأكل الطعام سوياً، ونتحدث عن الحياة والحب والحرب.
```
منذ أن انتقل إلى جامعة بينغ تشانغ للقانون والسياسة، لم نعد نلتق كثيراً كما كان يحدث من قبل. باستثناء المرة التي دعاني فيها لأذهب إلى غرفة الحاسوب لأطبع له بعض قصائده الشعرية. 
```

احتسينا المشروبات بضع مرات مُسبقاً، نحن وصديقنا المُقرب سون لي بوا. أصبح لقائي ب هاي تزا بمحض الصدفة البحتة، عندما نتقابل صدفة ونتسامر.
لقد أصابتني الدهشة بعدما فُقد أثره، وقرأت مذكراته، من غير الممكن أن يكتب شيء كهذا، لقد كنا صديقين حميمين.
أكثرما يدهشني، أنه في الفترة الأخيرة كانت علاقتنا وثيقة جداً، ويشهد على ذلك العديد من الناس مثل: صن ليبو، وياو شينخوا، وهو شي بينغ ، وهان رونغ جو من المعهد المركزي للعلوم السياسية والقانون، فجميعهم أيضاً أصداقؤه.
كيف أصبحت صداقتنا عداوة، إنه حقاً شيء لا يُصدق. أنا اتذكر آخر مرة التقينا، كان عند بدأ السنة الدارسية بفترة قصيرة، وأخبرني والحماسة تملأه قائلاً «لقد ذهبت مرة أخر إلى منطقة التبت ذاتية الحكم، وأخذتُ خفيةً، صورة لبوذا وهو يتمرن على ال تشي جونغ، وأشياء أخرى كثيرة، بالإضافة إلى صورته وهو جالس على جبل التبت يمارس شعيرة فاجرايانا الدينية، لقد أنفقت كل ما كان معي من النقود، والآن أنا فقير جداً».
«عندما ذهبت إلى السوق لابتاع بعض حاجياتي، لم يكن معي نقود، ولكني لا أتذكر ما الذي كنت أود شراؤه». قالها هاي تزا متوجهاً بالكلام نحو صديقه، فقام صديقه بمساعدته مادياً، وأعطاه له 5 أو 10 يوان .
ثم التقينا بعد ذلك قبل إجازة نصف العام بيوم واحد، ثم قابلته في المطعم القريب من المنزل، وأخذته معي في عربتي، وتحدثنا عن سرالأديان وعن ال تشي جونغ واقترحت عليه أن يستخدم خياله في كتابة سيانوريو أفلام خيال علمي، لكنه قال أنه لا يجيد مثل هذه الكتابات.
أرجو من كافة الجهات المسئولة الإسراع في إيجاد هاي تزا، وإلا سندخل في دوامة من المشاكل لا تنتهي. سابقاً أثناء فترة عملي، وجدت شيئين
غريبين لهما علاقة ب هاي تزا، أولهم باحث علمي جليل من مقاطعة جوي تجو، قال أنه تعرض لهجوم من جاسوس تايواني باستخدام أسلحة غريبة لم يعهد عليها من قبل. مما جعل الباحث يتكون لديه العديد من الهواجس، وأمره الجاسوس أيضاً بفعل عدة أشياء، لم يستطع الباحث أن يتحكم في نفسه، وأطاع كل الأوامر. وقعت هذه الأوراق في يدي مسبقاً، ثم قمت بتجميعها وإعطائها للقسم المسئول عن التجسس في الحكومة الصينية. ثانيهم، السيد لو تيا جانغ الذي قام بترجمة العديد من الأعمال الأدبية الكلاسيكية التي تحكي عن ال تشي جونغ وسر الأديان

## روابط خارجية
- هاي تزا على موقع ميوزك برينز (الإنجليزية)